# Третий (фрегат, 1773)
«Третий» — парусный 58-пушечный фрегат Азовской флотилии, а затем Черноморского флота Российской империи, один из двух фрегатов одноимённого типа. Находился в составе флота с 1773 по 1779 год, использовался для крейсерских плаваний и грузовых перевозок в акваториях Азовского и Чёрного морей, а также для защиты Керченского пролива. Периодически выходил в плавания в качестве флагмана эскадр кораблей Черноморского флота. Погиб в результате инцидента в Керченской гавани, возникшего во время ремонтных работ на фрегате 23 марта (3 апреля) 1779 года.

## Описание фрегата
Вместе с фрегатом «Четвёртый», один из двух фрегатов одноименного типа. Длина судна по сведениям из различных источников составляла от 45,7 до 45,8 метра, ширина от 9,2 до 9,3 метра, а осадка — 3 метра. Вооружение судна состояло из 58 орудий, включавших тридцать 18-фунтовых «единорогов» и двадцать восемь 3-фунтовых фальконетов.

## История службы
Фрегат был заложен на стапеле Новохопёрской верфи 1 (12) мая 1772 года и после спуска на воду 28 апреля (9 мая) 1773 года вошёл в состав Азовскоой флотилии. Строительство вёл корабельный мастер О. Матвеев по чертежам адмирала Ч. Ноульса.
Осенью 1773 года при проводке по Дону застрял у станицы Семикаракорская, где и был оставлен на зимовку. Весной следующего 1774 года был на камелях приведён в Таганрог, а осенью переведён в Керчь.
Кампанию 1774 года фрегат завершил в Керчи, где ещё с четырьмя фрегатами остался на зимовку. Зимовкой всех фрегатов заведовал командир «Третьего» капитан 1-го ранга П. А. Косливцев.
В кампанию 1775 года совершал плавания из Керчи к Петровской крепости, с целью доставки оттуда в Крым артиллерийских снарядов и провизии. В октябре того же года командование фрегатом с П. А. Косливцева было снято в связи с назначением его командующим судами азовской флотилии и таганрогского порта, а новым командиром фрегата назначен лейтенант Никиты Никонова.
В 1777 году во главе эскадры под общим командованием командира фрегата капитана 2-го ранга И. А. Михнева выходил крейсерство в Чёрное море от Суджук-кале до устья Кубани и далее до Кефы, а на зимовке вместе с эскадрой оставался в Балаклаве.
В кампанию 1778 года также крейсировал в Чёрном море, затем во главе эскадры из трёх кораблей находился у мыса Таклы для защиты входа в Керченский пролив.
23 марта (3 апреля) 1779 года фрегат находился в Керченской гавани, во время работ по обивке крюйт-камеры судна новой парусиной, возник пожар. Огонь перекинулся в констапельскую, где хранились 149 бочонков с порохом. В результате взрыва погибли 20 человек экипажа, а судно было полностью разрушено.

## Командиры фрегата
Командирами фрегата «Третий» в составе Российского императорского флота в разное время служили:
- капитан 1-го ранга П. А. Косливцев (1774—1775 годы)[11];
- лейтенант Никита Никонов (1775 год)[12];
- капитан 2-го ранга И. А. Михнев (1776—1777 годы)[13];
- капитан 1-го ранга Т. И. Воронов (1778—1779 годы)[9][14].